# Lenguaje cinematográfico
El lenguaje cinematográfico  está compuesto por la superposición de los siguientes elementos: el espacio, el ritmo, el movimiento, el sonido, el montaje, la iluminación, el tono y el color. Todos estos, según la manera en la que los utilice el director, servirán para expresar o explicar los diferentes argumentos que puede tener una película.
Este lenguaje está basado en el montaje cinematográfico.La sucesión entre los mismos tenga cohesión y sentido. La acción narrada por cada uno de los planos hace que el cambio entre estos sea lo más pareciendo posible a la manera como el ser humano entiende o percibe la realidad, haciendo así que el espectador entienda aquello que ve como realidad y no encuentre ninguna anomalía durante la visualización de la película.
Todo lo que finalmente se muestra al espectador, es decir, cada elemento del marco, sonido, acción e incluso tiempo de reproducción de estos, ha sido determinado de este modo por una intencionalidad que nace del director. El director modifica estos elementos y se ayuda de ellos para ajustar la narrativa cinematográfica a aquello que quiere explicar.

## Evolución del lenguaje cinematográfico

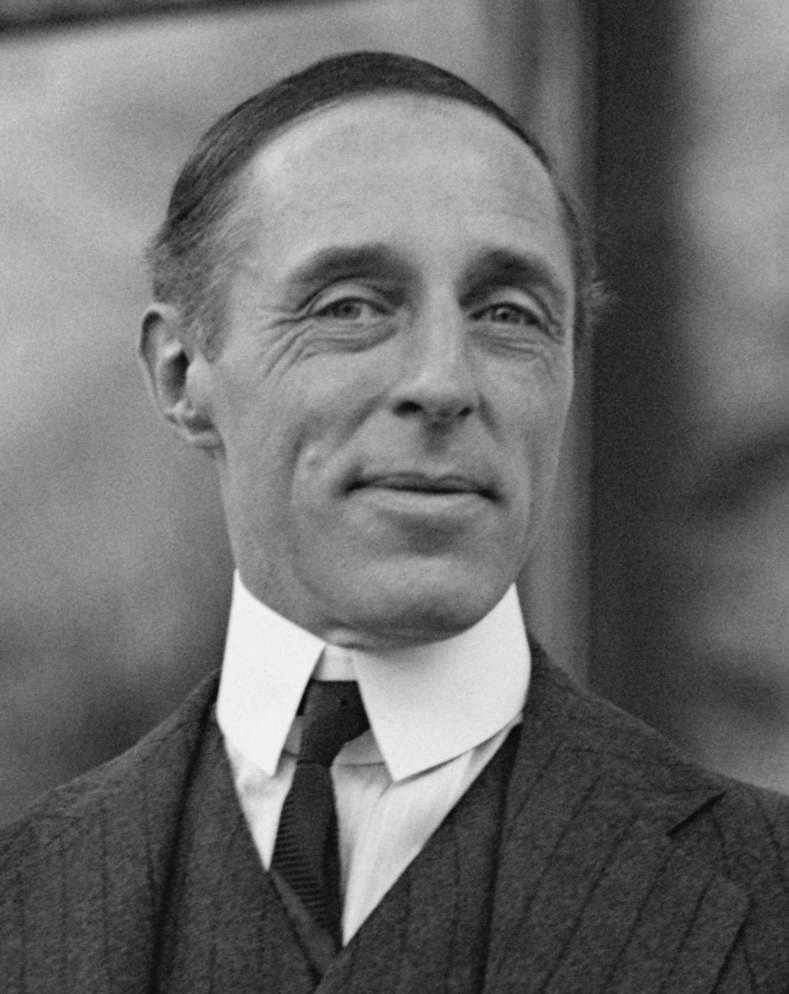
David Wark Griffith

Con el nacimiento del cine y el modo de representación primitivo, el lenguaje que encontrábamos a las películas era un lenguaje muy simple. Solo se rodaba un único plano general y fijo, que recuerda a la naturaleza del teatro, en el cual se desarrollaban los pocos segundos de acción. Pocas veces había movimiento del plano y en estos casos el movimiento venía dado por la superficie donde estuviera situada la cámara y era totalmente involuntario. Por lo tanto, independientemente de quién fuera el director, el lenguaje cinematográfico primitivo siempre era el mismo. Cines tan diferentes como el de los Lumière o el del propio Méliès, se servían todos del mismo plano general fijo. En cierto modo se podría decir que por aquella época el lenguaje cinematográfico era casi inexistente. No fue hasta 1915 con la llegada de "Nacimiento de una nación" cuando se consideró a D. W. Griffith el padre y creador de este.
Con Griffith llegó, en cierto modo, lo que hoy conocemos como lenguaje cinematográfico. La cámara se desentendió de la inmovilidad que la caracterizaba en el modo de representación primitivo y se adentró en la escena. Esto provocó la aparición del movimiento interno del plano y el movimiento del propio plano que dotaron, de este modo, de lenguaje al cine. La aparición de este movimiento dentro del espacio de la escena generó unos recursos a través de los cuales los directores podían explicar sus argumentos mucho mejor y con más detalle. Pero, para conseguir esto era necesario la fragmentación de las escenas en muchos planos diferentes, lo que lleva a la aparición de la idea de "raccord", entendida como la asociación de los diferentes planos y la conjunción entre estos para explicar mejor el espacio y la acción. Todos los planos de una misma escena mantienen relaciones los unos con los otros, haciendo así que la autarquía de planos propia del modo de representación primitivo, se abandonara. Con Griffith también surgió el "montaje paralelo", que consiste en la muestra de dos acciones diferentes de forma alterna, haciendo que estas finalmente se unan en la narrativa fílmica. Desde este momento, el montaje evolucionó hasta hacerse casi invisible, y su función quedó relegada a hacer que los cambios entre planos fueran imperceptibles para el espectador.

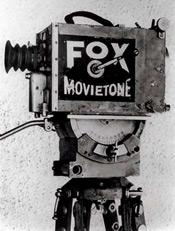
Movietone

El sonido en el cine ya existía previamente a la aparición del propio cine sonoro. A pesar de que las primeras películas fueron mudas, las proyecciones siempre se acompañaban de producciones musicales en directo. Esta pieza musical, normalmente producida por un piano, quedaba complementada con ruidos y sonidos especiales qué proporcionaban mucha más expresividad a la imagen. Sin embargo, la investigación para encontrar la manera de grabar los diálogos de los personajes y el ruido ambiental de la escena filmada no cesó. Había dos opciones a fin de dotar de sonido a las películas: grabar el sonido directamente a la película o hacerlo en un disco externo que se reproducía al mismo tiempo que esta. Finalmente, se optó por la primera de las dos opciones puesto que solucionaba los problemas de sincronización característicos del segundo método. El Movietone fue uno de los primeros sistemas de grabación de sonido en una película, y se hizo uso de él en los primeros largometrajes. A partir de 1930 el sonido en el cine se normalizó, consiguiendo de este modo la consolidación del cine sonoro.
Desde sus inicios el cine ya intentó establecer contacto con el color. Primeramente, personajes como Segundo de Chomón optaron por la coloración de cada uno de los fotogramas que formaban parte del film. No obstante, la laboriosidad del método hizo que tiempo más tarde Pathé realizara la mecanización del proceso. Pathé se sirvió de varias plantillas para acelerar la coloración, una para cada color. Pero los adelantos definitivos llegaron con los descubrimientos de la fotografía en color basados en la teoría de J.C.Maxwell. Esta teoría decía que con la mezcla óptima de rojos, azules y verdes se podían reproducir todos los demás colores. Para lo cual, era necesario superponer tres fotografías (cada una correspondiendo a uno de los tres colores primarios) y proyectarlas mediante tres lámparas en una sola pantalla. La gran revolución del color al cine la hizo la compañía Technicolor Motion Picture Corporation, que entre otras aportaciones, fue la responsable de la invención de la cámara cinematográfica que podía captar los tres colores primarios a la vez.

## Espacio

### Encuadre
El encuadre es la parte de realidad que vemos a través del visor de la cámara y que determina aquello que posteriormente verá el espectador. El marco de la cámara tiene unos límites físicos y no nos puede mostrar toda la realidad, creándose así el campo y el fuera de campo. Como consecuencia de esto, el espectador observa la selección de una parte de la realidad que previamente ha realizado el director. Mientras que en la realidad es la propia persona quien escoge qué ver, en el cine son otras personas quienes deciden esto por los espectadores. El encuadre es utilizado por los directores con el fin de transformar la realidad cotidiana en un hecho cinematográfico. Además, este afecta a aspectos como la medida y la forma de las imágenes, el campo y el fuera de campo, la distancia y el ángulo de visión, y el movimiento en la puesta en escena.

#### Ángulo del encuadre
Es el punto y la dirección en que colocamos la cámara respecto de la persona o el objeto filmado. Según la altura o la dirección característica del encuadre, diferenciamos entre varios ángulos de encuadre:
- Normal: Este ángulo se produce cuando la cámara se sitúa a la altura de los ojos del personaje o del centro del objeto. Esto no es así en todas las culturas audiovisuales, a veces este se sitúa a pocos centímetros del tierra.
- Picado: Es el ángulo que se da cuando la cámara se sitúa por encima del objeto filmado. Generalmente se utiliza para empequeñecer el personaje y hacerlo más vulnerable o débil. No obstante, también se puede usar para dar una perspectiva amplia de un gran decorado que con un ángulo normal no se podría apreciar.
- Contra-picado: El ángulo que surge cuando la cámara se sitúa por debajo del objeto filmado. Contrariamente al efecto que produce el ángulo picado, el contra-picado sirve para realzar o magnificar el personaje. También puede servir para hacerlo parecer maligno o amenazante.
- Cenital: Aquel ángulo en el que la cámara se sitúa totalmente perpendicular al suelo y nos ofrece una perspectiva aérea de los personajes y allegados.
- Nadiral: Este caso es totalmente opuesto al anterior. La cámara se sitúa de forma vertical por debajo del personaje o de la acción. Suele utilizarse con frecuencia en escenas que se desarrollan en las alturas, pero no es un ángulo exclusivo de este tipo de acciones.

### Tipos de planos
El plano es el conjunto de imágenes que constituyen una misma toma. Según la apertura del encuadre podemos diferenciar entre varios tipos de plano, sobre todo en referencia a la figura humana y a la relación de aspecto que esta o el motivo de la imagen tenga dentro del cuadro. Además de la función estética, la selección de un determinado plano dependerá de la carga significativa que el director quiera aportar a la imagen. Los planos cortos, por ejemplo, tienen mucha más expresividad que los planos abiertos. No obstante, los abiertos son mejores para contextualizar al personaje y situarlo dentro del espacio. El tipo de plano escogido puede llegar a ser tan importante como la puesta en escena, creando nuevos espacios y enriqueciendo la narrativa fílmica.
- Gran plano general: Es de carácter descriptivo y nos proporciona una visión general del paisaje o del espacio donde se produce la acción.
- Plano general: Algo más corto que el gran plano general. Este incluye al personaje y lo relaciona con su entorno.
- Plano americano: Aparece la figura humana a partir de las rodillas.
- Plano medio largo: La figura está cortada por la cintura. En el caso del plano medio largo, el encuadre es algo más abierto.
- Plano medio corto: La relación de aspecto es prácticamente la misma que la del plano medio largo. No obstante, el encuadre es más cerrado y suele cortar a la figura por el pecho.
- Primer plano: En este plano aparece el rostro humano. Sirve para captar al máximo las expresiones faciales, por lo que podríamos decir que es el plano más expresivo.
- Plano detalle: Se usa para captar un detalle del personaje o de la escena y dirigir toda la atención hacia este. Se utiliza muy a menudo con los puntos de vista subjetivos para explicar al espectador en qué detalle se fija el personaje.

### El campo
- El campo es todo aquello que la cámara hace visible en un encuadre determinado y dentro de los límites de la imagen.
- El fuera de campo es todo el conjunto de elementos espaciales y sonoros que forman parte de la escena, pero que no salen a la pantalla. El uso del fuera de campo permite sugerir sin enseñar, motivando al espectador a que averigüe aquello que no se ve y así hacerle partícipe de la narración. Jugar con este recurso puede ser una buena manera de crear expectativas o interrogantes.

Otro concepto a valorar es la profundidad de campo, definida como la distancia entre el elemento más próximo y más lejano que se ven con nitidez en la pantalla. Si la profundidad de campo es baja, solo se enfocarán los objetos próximos a la cámara. Por el contrario, una profundidad de campo alta, mostrará con nitidez los elementos más lejanos.

### Punto de vista
La función de la cámara es hacer de ojo del espectador, aquello que el espectador ve es la selección previa hecha por esta. Del mismo modo que en la literatura con el narrador externo o interno, la cámara puede adoptar un punto de vista objetivo/externo o uno de subjetivo/interno. No se trata solo de estética, utilizar un punto de vista u otro tiene una carga emotiva y un significado diferente.

## Ritmo
El ritmo cinematográfico se define como una unidad compuesta por tres ritmos diferentes: el ritmo visual, el ritmo auditivo y el ritmo narrativo. Además, es la impresión dada por la duración de los planos, la intensidad dramática y el efecto del montaje.
La duración material y psicológica de los planos puede dotar a la película de un ritmo u otro. Los planos de duración más larga crean un ritmo más lento, pudiendo generar efectos de aburrimiento, monotonía, etc. Por el contrario, los planos de duración más corta aportan dinamismo y un ritmo más rápido, generando efectos de actividad, esfuerzo, agilidad, etc. En consecuencia de la capacidad de captación del espectador, los planos generales donde se muestren motivos lejanos necesitarán más tiempo de reproducción. Los planos cerrados, en cambio, no necesitarán tanto.
Según los elementos encuadrados, la combinación y sucesión de los distintos planos se puede también acelerar o disminuir el ritmo. Una sucesión de primeros planos genera un ritmo de gran tensión dramática, mientras que una sucesión de planos generales genera optimismo o tristeza en el caso de que estas presenten sombras. El paso de un plano general a uno de más cerrado puede provocar una aceleración del acontecimiento, mientras que el paso de un corto a un largo genera sensación de calma. Por tanto, todas las emociones que un espectador siente durante la película están influidas por el ritmo de esta, que viene dado por estos distintos cambios.

## Sonido
El sonido de una película o banda sonora también es un elemento importante que puede modificar el ritmo de la película. Dependiendo del ritmo musical y los instrumentos que participen, el resultado puede expresar diferentes sensaciones. Encontramos varias clases de ritmo:
- Sintético: planos largos y en poca cantidad. Generan un ritmo lento que aporta sensualidad, monotonía, etc.
- "In crescendo": cada vez más breves (aporta tensión) / cada vez más largos (aporta serenidad y calma).

## Montaje
Actualmente, se conoce como montaje la combinación de planos que construyen una determinada escena. Esta representación se identifica con la manera natural en la que cualquier persona observaría la escena. Pero esto no es cierto, puesto que si se intentara imitar esta "mirada natural" al espectador se le haría extraño e incluso incómodo. Cada determinación dentro de la escena, ya sea en relación con el montaje o al tipo de encuadre, tiene una cierta intencionalidad del director. Pero más allá de una cuestión puramente técnica o visual, el montaje también se usa para dotar de significado a las imágenes. Un gran ejemplo de esto es el Efecto Kuleshov, que explica los diferentes significados que puede adquirir una imagen según con qué otra imagen se haga el montaje. Un ejemplo de esto sería el definido por el cineasta Hitchcock: Si montamos una imagen de la sonrisa de un anciano con una imagen de una mujer joven, este anciano parecería un pervertido; en cambio, si montamos la misma imagen del anciano con una de un bebé, el mismo anciano es ahora una persona sensible y cariñosa.
Llegados a este punto podemos diferenciar entre diferentes tipos de montaje:
- Montaje dialéctico: es aquel que pretende extraer una idea de la sucesión de dos planos y que no se encuentra en ninguno de los dos por separado. El espectador participa haciendo una elaboración mental de las imágenes visualizadas. La combinación de estas dos imágenes genera una tercera en la mente del espectador, es un montaje que se fundamenta en las bases de la dialéctica marxista. Se considera a Eisenstein como el creador de este tipo de montaje.
- Montaje alterno: se trata del montaje que presenta dos acciones dispares, las cuales suceden al mismo tiempo pero en lugares diferentes y que, finalmente, convergerán entre ellas. Son un ejemplo las escenas de persecución.
- Montaje paralelo: aquel montaje que presenta dos acciones dispares, que suceden en momentos y lugares diferentes. Este montaje se realiza con la voluntad de despertar al espectador un determinado estado de ánimo o una asociación de ideas.

## Iluminación
Cuando se habla de iluminación fílmica, son tres los aspectos a valorar. Los diferentes elementos que la condicionan son el movimiento de los actores y de los objetos dentro de la escena, la continuidad de la luz en la sucesión de planos y, por último, la rapidez de esta, que exige a la luz el papel de dar a conocer con precisión aquello que se acontece. Podemos diferenciar entre luz natural o artificial, y dentro de esta clasificación, difusa o directa. La luz natural es la que nos proporciona la misma luminosidad del día, generada por el Sol. Por el contrario, la luz artificial es aquella que genera la persona mediante la tecnología. Gracias a esta capacidad, los directores pueden manipular y jugar con la luz para conseguir determinados efectos. Siguiendo con la siguiente clasificación, la luz difusa es aquella que no produce sombras y hace falta de difusores para su producción. Se distribuye de manera uniforme y se utiliza para imitar o reforzar los efectos naturales de la luz ambiente. Por otra parte, la luz directa es la que se incide sin ningún tipo de filtro que la suavice. Esto genera sombras que sirven para explicar los volúmenes de los personajes y/u objetos que se encuentren dentro de la escena.
También podemos diferenciar entre diferentes estilos de iluminación:
- De manchas: consiste en proyectar por las superficies y los perfiles del decorado, iluminados con una débil luz difusa, toda una serie de manchas luminosas.
- De zonas: consiste en dividir la iluminación de la escena en diferentes zonas que van de mayor a menor luminosidad. Esta iluminación es muy útil para focalizar, expresar distancia y crear ambientes.
- De masas: consiste al recrear el efecto que produce la luz natural. En este caso, no es necesario que el motivo esté constantemente iluminado.[13]

Según la dirección de la luz a la hora de iluminar un personaje o elemento de la escena, también podemos encontrar varias clasificaciones:
- Cenital: cuando el punto lumínico se sitúa por encima del motivo.
- Enfática: si la luz nace de un punto situado en una zona baja.
- Lateral: la luz proviene del lateral, por uno de los lados.
- Frontal: cuando el punto lumínico se sitúa ante el motivo.
- Contrallum: cuando el punto lumínico queda colocado detrás del motivo.

## Tono y color
Según la cantidad de luz que incida en un objeto, se conseguirá como resultado en la imagen unos valores de tono que permanecerán entre el blanco y el negro, pasando por una serie de grises. Toda la gama de tonos posibles constituye la escala de tonos. Como regla general, nuestra mirada tiende a dirigirse a aquello más iluminado, al tono más claro antes de que en las zonas más oscuras. De forma inversa, si se da un encuadre de gran calidad lumínica donde todo queda muy expuesto, aquello en que nos fijaremos primero será un objeto oscuro.
Actualmente, podemos hablar de varios usos del color en el cine:
- El color pictórico: intenta reproducir los colores propios de los cuadros, e incluso en determinados casos su composición. Su finalidad es puramente estética.
- El color histórico: intenta reproducir la atmósfera cromática característica de una época concreta. Esta metodología es muy útil para conseguir ambientaciones que no se pueden representar con los escenarios del momento.
- El color simbólico: se utilizan determinados colores en planos muy seleccionados para sugerir y subrayar efectos determinados.
- El color psicológico: cada color genera efectos anímicos diferentes. Los colores fríos como el verde, el azul, el violeta… tienden a entristecer al espectador; los cálidos como el rojo, el naranja, el amarillo… a exaltarlo. Según el efecto que quiera conseguir el director en la escena, se servirá de unos o de otros colores.
- El color y la perspectiva: los colores cálidos provocan sensación de proximidad, mientras que los fríos suelen dar impresión de lejanía. También influye la intensidad tonal de cada color: los saturados e iluminados, sugieren grandiosidad, alejamiento, vacío... Por el contrario, los poco iluminados o desaturados, sugieren acercamiento. Cuando el fondo está iluminado y claro, los colores se intensifican, dan ambiente de alegría y los objetos tienen más importancia. No obstante, si el fondo es oscuro, se debilitan los colores y los objetos pierden importancia.